# Beniamino Scibilia
Beniamino Scibilia (Reggio Calabria, 11 agosto 1982) è un lottatore italiano, specializzato nella lotta greco-romana.

## Biografia
È fratello di Vincenzo Scibilia, anche lui lottatore di caratura internazionale.
Nel 2006 è divenuto campiona italiano assoluto.
Ha rappresentato l'Italia nel torneo della lotta greco romana dei -96 kg agli europei di Sofia 2007, dove ha concluso al 17º posto, e Tampere 2008, dove si è classificato al 16°.
Ai Giochi olimpici di Pechino 2008 è nello staff della spedizione azzurra con il fratello Vincenzo Scibilia, per fare da sparring a Daigoro Timoncini e Andrea Minguzzi.
Ai Giochi del Mediterraneo di Pescara 2009 ha vinto la medaglia di bronzo nel torneo dei -96 chilogrammi, terminando alle spalle del turco Serkan Ozden e del greco Theodoros Tounousidis.
Ha vinto la medaglia d'argento ai campionati del Mediterraneo di Budva 2011, perdendo in finale contro il croato Sinisa Hogac.
Ai mondiali di lotta del Belgrado 2012 si è classificato quindicesimo.

## Palmarès
- Giochi del Mediterraneo

Pescara 2016: bronzo nei -96 kg;
- Campionati del Mediterraneo

Budva 2011: argento nei -96 kg;